# Bombardement de la Normandie

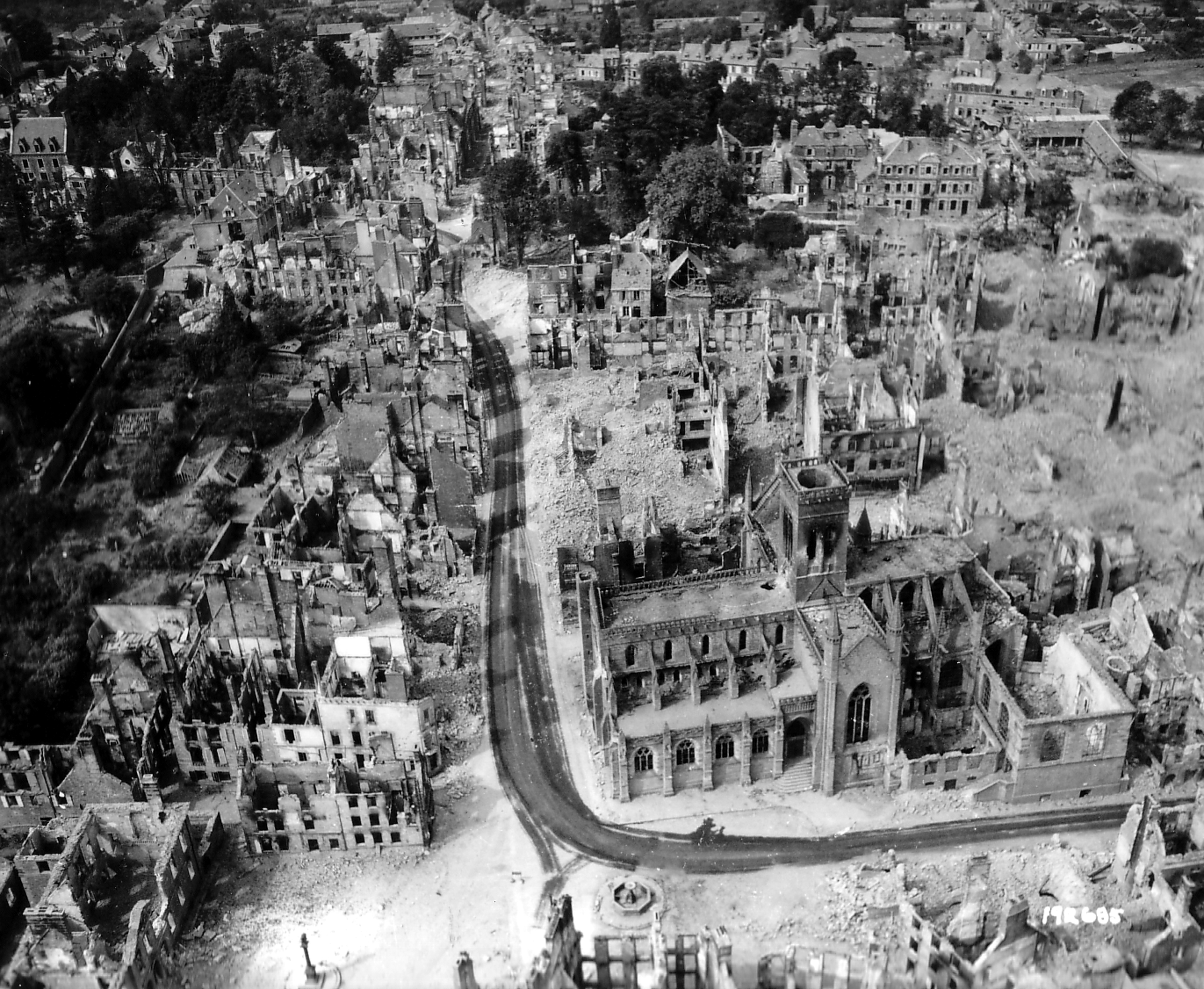
Vue aérienne de Vire après les bombardements de 1944.

Les bombardements de la Normandie, avant le débarquement et pendant la bataille de Normandie entre le printemps et la fin de l'été 1944, ont pour principal objectif la destruction des voies de communication allemandes dans les villes et villages normands pour gêner le renforcement du front, ainsi que l'appui direct aux assauts des forces terrestres alliées. Ils entrent dans le cadre de la tactique de bombardement stratégique choisie par les Alliés dès 1942. Ils provoquent la mort de près de 20 000 civils.

## Destructions
Caen est la cible des bombardements alliés à partir de 1942, en raison de la présence de l'usine de la Société métallurgique de Normandie. Les premiers grands bombardements commencent sur Caen à partir du mois de mars 1944, s'intensifiant à mesure que la date du débarquement approche.
Les bombardements de Normandie avant et après le jour J sont extrêmement intenses. Les bombardements ont détruit 96 % de Tilly-la-Campagne (Calvados), 95 % de Vire (Calvados), 87 % de Condé-sur-Noireau (Calvados), 88 % de Villers-Bocage (Calvados), 82 % du Havre (Seine-Maritime), 77 % de Saint-Lô (Manche), 76 % de Falaise (Calvados), 75 % de Lisieux (Calvados), 75 % de Caen (Calvados). Le bourg d'Aunay-sur-Odon (Calvados) est entièrement rasé et Évrecy (Calvados), détruit à 86 %, perd 13,5% de ses habitants,.
L'importance des destructions est bien établie notamment dans la poche de Falaise.

## Liste de centres de grandes villes historiques bombardés
- 7 et 9 juin 1940 : Bombardement d'Évreux par les Allemands.

(...)
- 17 août 1942 : Bombardements de Sotteville-lès-Rouen.
- 19 avril 1944 : Bombardements de Rouen (900 morts sur l'agglomération), à nouveau du 25 mai 1944 au 4 juin 1944 (période appelée « semaine rouge » : 345 morts civils pour la seule commune de Rouen), puis 22 juin, 15 et 18 juillet, et 25, 26, 27 août : 30 000 sans-abris et 9 500 immeubles détruits.
- 6 juin 1944 : Bombardement de Caen à plusieurs reprises (mais surtout les 7 et 18 juillet) détruisant 68 % du volume bâti de la ville ; environ 2 000 morts civils avant sa libération définitive le 20 juillet.
- 6 et 7 juin 1944 : Bombardement de Lisieux à plusieurs reprises, détruisant environ 75 % de la ville et ayant fait environ 800 victimes. De nombreuses maisons à pans de bois qui faisaient la réputation de la ville sont détruites.
- 13 juin 1944 : Bombardement d'Évreux, destruction de tout le centre-ville ancien ;
- 5 septembre 1944 : Bombardement du Havre. Le 3 septembre 1944, le lieutenant-général John Crocker, commandant du 1er corps d'armée britannique, qui venait de boucler la ville, propose au colonel Eberhard Wildermuth, commandant allemand de la garnison nouvellement assiégée, de se rendre, faute de quoi ses troupes subiraient un bombardement massif. Le refus de Wildermuth est assorti d'une demande d'évacuation de la population civile, ce que Crocker refuse à son tour. Les bombardements de la Royal Air Force commencent en début de soirée le 5 septembre, et se poursuivront les 6, 8, 10 et 11. Si les attaques du 5 et 6 représentent une tentative infructueuse de provoquer la reddition allemande, celles qui suivent préparent l'assaut terrestre, lancé le soir du 10 septembre et réussi en moins de 48 heures.

### Bilan global
9 790 tonnes de bombes, dont 175 d'incendiaires, 13 632 civils tués à l'issue de la bataille de la Normandie dans les départements normands, principalement le Calvados, la Manche et l'Orne, et près de 20 000 à mi-septembre après la libération du Havre . 80 000 soldats allemands ont été tués en Normandie et plus de 11 000 ont été faits prisonniers. Les pertes alliées sont de 37 000.

## Impact sur les populations
Une exposition au Mémorial de Caen présente des lettres écrites par des soldats alliés qui mentionnent leur pauvre réception par les habitants. Le colonel L.F. Roker écrit dans son journal « C'était un choc de s'apercevoir que nous n'étions pas accueillis comme libérateurs par la population locale, comme nous nous l'avions mentionné... Ils nous voyaient comme des porteurs de destructions et de douleurs ». Selon Christophe Prime, « C'était profondément traumatisant pour le peuple de Normandie. Pensez à des centaines de tonnes de bombes qui détruisaient les villes entières et la vie des familles. Mais la souffrance des civils fut masquée pendant plusieurs années par une image outrepassée, ceux des Français qui accueillaient les libérateurs à bras ouverts ».
Le 13 septembre 1944, l'éditorial du Havre-Matin déclare aux Alliés : « Nous vous attendions dans la joie, nous vous accueillons dans le deuil ». Et quarante ans plus tard, Paris-Normandie écrit : « Si un mot vient aux lèvres, c'est "Enfin" et non "Merci" ».
L'historien Andrew Knapp souligne la « différence entre une certaine acceptation à Caen et une non moins certaine amertume au Havre », ressentie envers les Alliés. Différence prolongée par l'odonymie : si des rues de Caen portent des noms de chefs militaires anglo-américains, aucune du Havre ne porte la mémoire des commandants alliés, « l'idée même semble incongrue ».

## Reconstruction après les bombardements
La reconstruction de ces villes a duré plusieurs années, près de vingt ans pour les villes de Caen (1963) et du Havre (1964). Cela a été l'occasion pour les architectes du ministère de la Reconstruction et de l'Urbanisme, comme Auguste Perret, Marc Brillaud de Laujardière ou encore Henry Bernard, de mettre en œuvre un urbanisme moderne, d'inspiration néo-haussmannienne et reposant principalement sur l'utilisation du béton armé. Au Havre, ce choix résolu de la modernité par Perret conduit à l'inscription du centre-ville au patrimoine mondial de l'Humanité par l'UNESCO en 2005.

## Une stratégie meurtrière pour les populations civiles
La stratégie anglo-américaine de bombardement intensif a suscité de nombreux débats entre les historiens pour apprécier son efficacité et sa pertinence. Stratégie particulièrement meurtrière pour les populations civiles puisqu'elle a pour conséquence la mort de près 20 000 civils (soit un tiers de tous les civils français durant la Seconde Guerre Mondiale, civils tués par les bombardements mais aussi par les mitraillages aériens des convois de réfugiés ou les résistants et otages fusillés) pour une perte de 37 000 soldats alliés et de 80 000 soldats allemands. 2 200 civils ont été tués le 6 juin et 1 600 le jour suivant, soit à peu près le même nombre de morts que les soldats alliés le Jour J. Les bombardements atteignent souvent des villes qui ne constituent pas un objectif majeur. Claude Quétel, directeur scientifique du Mémorial de Caen précise que les bombardements, en dépit de leur objectif initial, sont loin d'être parvenus à bloquer les mouvements allemands.
Pour ce qui est de la destruction de Caen, l'historien britannique Max Hastings dans son livre Overlord décrit le bombardement comme « une des attaques aériennes les plus futiles de la guerre » car les Allemands étaient positionnés au nord de la ville et non dans la ville même. Pour Anthony Beevor, ce bombardement en particulier « était stupide, contre-productif et surtout très proche d'un crime de guerre ». Les bombardements alliés sur Caen ont fait 2 000 victimes civiles, soit 3,5 % de sa population.
Le recensement des morts civiles fait l'objet d'une enquête depuis 1988 par le Centre de recherche d'histoire quantitative, unité mixte de recherche UNICAEN/CNRS et le Mémorial de Caen, qui donnent comme chiffres : 13 632 civils dans les trois départements bas-normands (8 000 dans le Calvados, un peu moins de 4 000 dans la Manche, un peu plus de 2 000 dans l'Orne), 5 750 en Haute-Normandie (900 dans l'Eure, 4 850 dans la Seine-Inférieure).